# Cäcilienpark
Der Cäcilienpark ist ein Quartierspark im Leipziger Stadtteil Reudnitz.

## Lage und Gestaltung
Der Cäcilienpark ist ein in Nord-Süd-Richtung verlaufendes Rechteck, das – beginnend im Norden – von den Straßen Mühl-, Oswald-, Witzgall- und Cäcilienstraße begrenzt wird, wobei im Norden an die Mühlstraße zunächst ein privater Parkplatz anschließt. An der Ost- und der Westseite stehen Plattenbauten aus der DDR-Zeit, im Norden befindet sich das Gelände des Brauhauses zu Reudnitz und Süden ein von nahezu 100 Jahre alten Rosskastanien umstandener dreieckiger Platz.

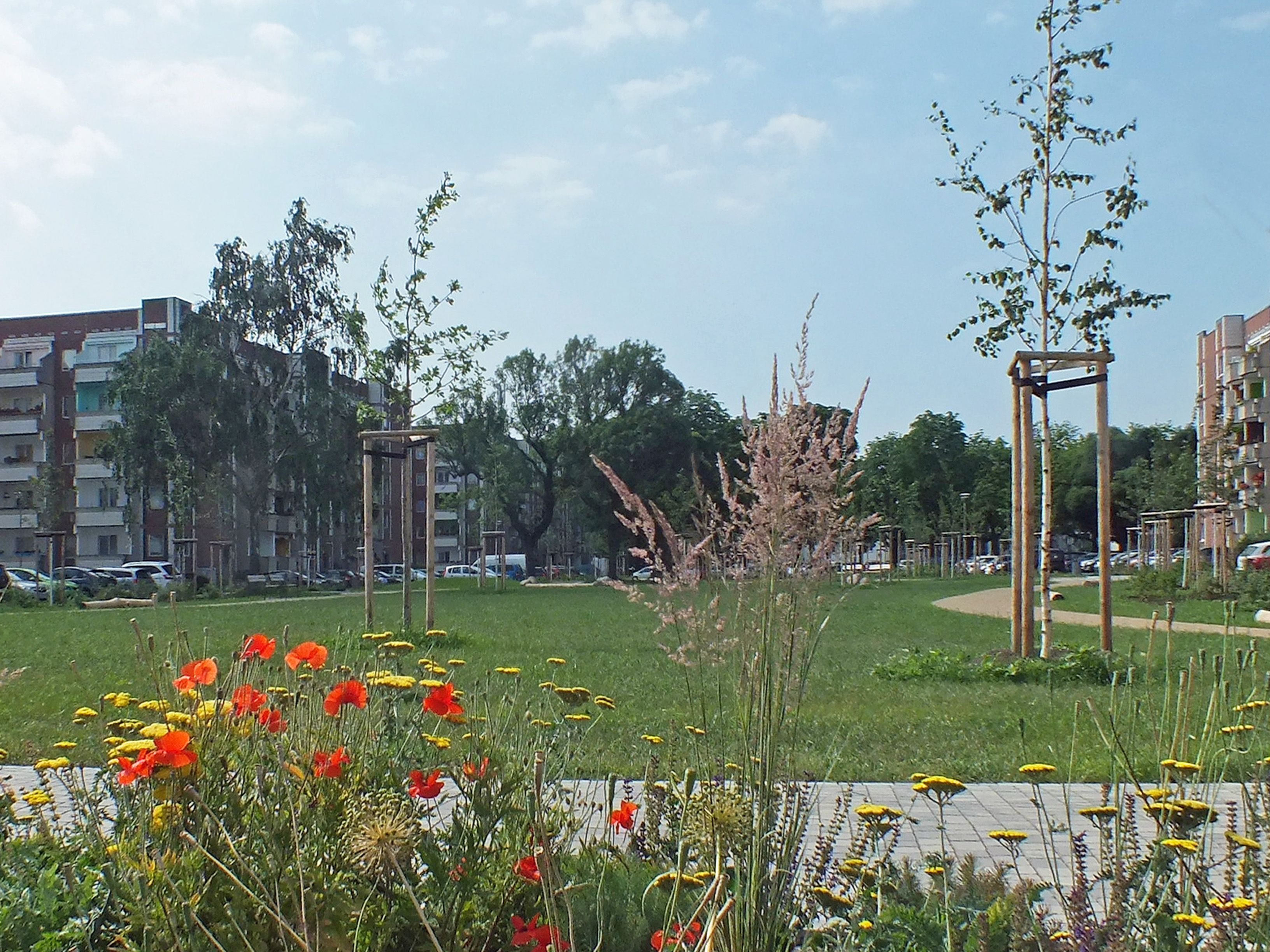
Von Norden gesehen (2018)

Von den 6200 m² des Parks sind 3600 m² offene Wiesenfläche im Nordteil. Der Rest ist von Büschen und Bäumen bestanden. Von dem wenigen alten Baumbestand fallen vor allem drei hohe Gemeine Eschen von 1950 ins Auge. Bei der Anlage des Parks wurden 62 junge Bäume gepflanzt. Unter ihnen sind elf Arten mit je zwischen einem und vierzehn Exemplaren vertreten. Das Einzelexemplar ist eine Hopfenbuche, für die das Brauhaus die Patenschaft übernommen hat, die häufigste Art ist Feld-Ahorn. Entlang der Wege stehen Bänke und Kleinspielgeräte.

## Geschichte
Im 19. Jahrhundert war die Fläche zwischen Cäcilien- und Oswaldstraße – damals noch Dorotheen- und Albertstraße –  im Nordteil mit Wohnhäusern bebaut worden (Neureudnitz). Obwohl im Zweiten Weltkrieg nur teilweise zerstört, wurde vor Errichtung der Plattenbauten zwischen 1988 und 1990 die marode Substanz der gründerzeitlichen Bauten südlich der Mühlstraße flächendeckend abgerissen. Zwischen Cäcilien- und Oswaldstraße verblieb eine Brache mit Trampelpfaden und einigen privaten Garagenbauen.
Am 13. März 2017 wurden die Planungen für die Anlage eines Quartiersparks vorgestellt, im August begannen die Bauarbeiten und am 29. Mai 2018 wurde der Park übergeben.